# Lissotriton italicus
Lissotriton italicus é uma espécie de anfíbio caudado pertencente à família Salamandridae. Endêmica da Itália.